# Jesse Parahi
Jesse Parahi (29 de julho de 1989) é um ruguebolista de sevens australiano.

## Carreira
Jesse Parahi integrou o elenco da Seleção Australiana de Rugby Sevens 8º colocada na Rio 2016.